# Georges Christiaens
Georges Christiaens (* 30. Juni 1910 in Kooigem, Provinz Westflandern; † 13. Januar 1983 in Oudenaarde) war ein belgischer Radrennfahrer.

## Sportliche Laufbahn
1932 wurde er Unabhängiger, 1934 Berufsfahrer im Radsportteam Alcyon-Dunlop. In seiner ersten Saison als Radprofi siegte er in den Eintagesrennen Grand Prix de Fourmies und Grand Prix de Cambrai. 1935 gewann er das Etappenrennen Tour du Nord und Paris–Arras. In der Tour du Nord gewann er eine Etappe. Weitere Etappenerfolge holte er 1935 und 1936 in der Tour de l’Ouest, 1937 in der Belgien-Rundfahrt und in der Tour de Suisse (hier zweifach). 1938 gewann er den Circuit du Port de Dunkerque, 1939 den Circuit du Houtland-Torhout und das Rennen Tourcoing–Dunkerque–Tourcoing. 1940 wurde er Zweiter der Flandern-Rundfahrt hinter Achiel Buysse.
Im Giro d’Italia 1938 wurde er als 13. klassiert. Seinen letzten Sieg holte er 1943 in einem Rundstreckenrennen in Belgien.